# Elliottia racemosa
Elliottia racemosa är en ljungväxtart som beskrevs av Henry Ernest Muhlenberg och Ell. Elliottia racemosa ingår i släktet Elliottia och familjen ljungväxter. Inga underarter finns listade i Catalogue of Life.

## Bildgalleri

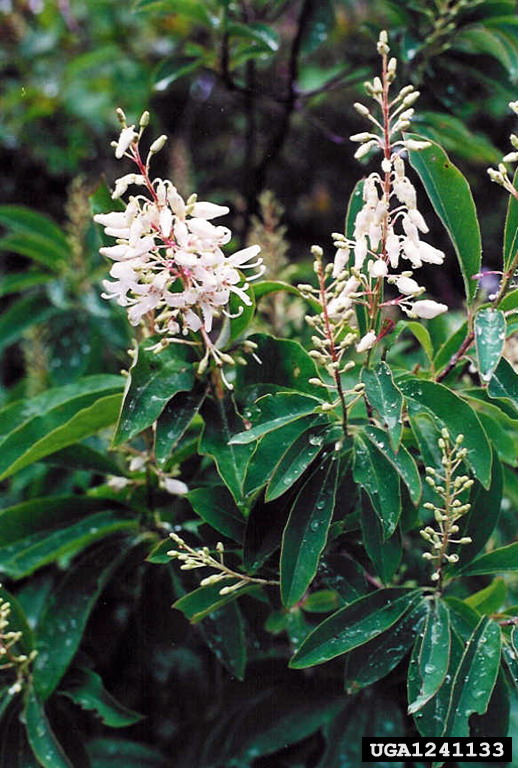
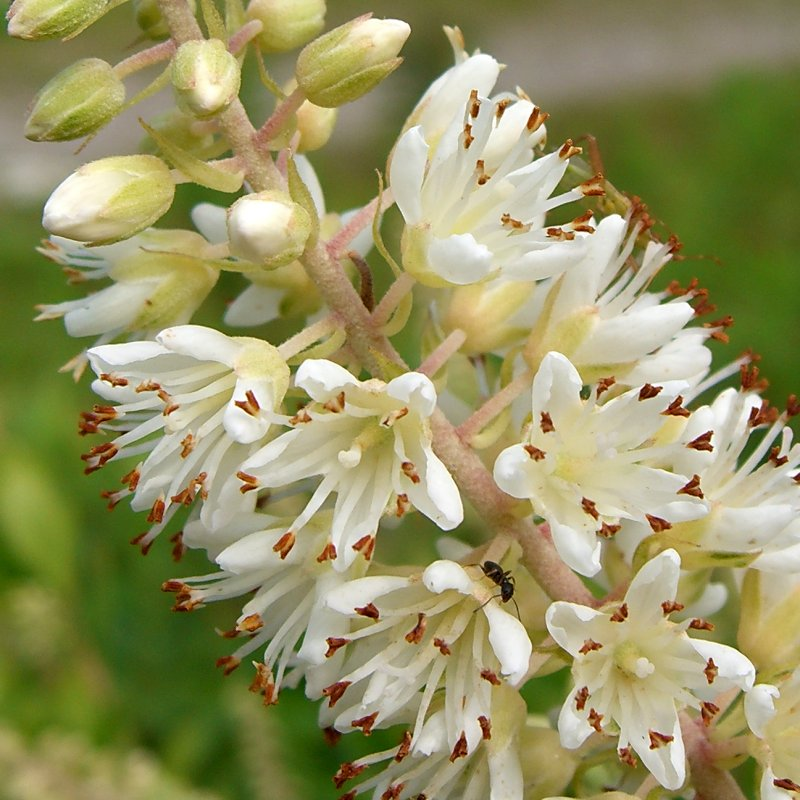
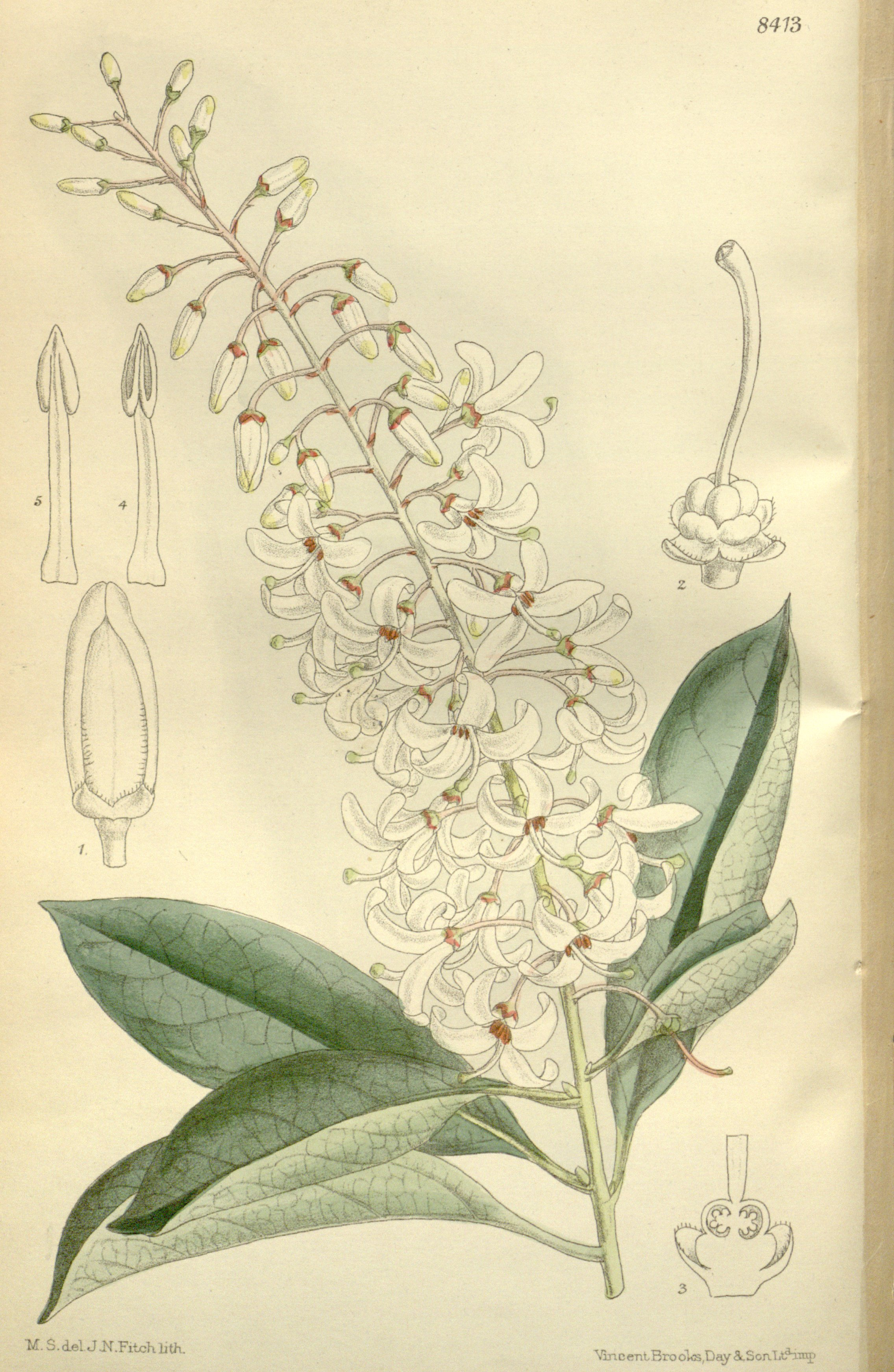